# Громова, Владлена Владимировна
Владле́на Влади́мировна Гро́мова (род. 1983, Петрозаводск) — российская художница, Лауреатка конкурса «Премия Кандинского» в номинации «Молодой художник года» (2007).

## Биография
Выпускница Международного славянского института (факультет дизайна, специальность — графический дизайн, 2001—2008). В 2007 году стала лауреатом конкурса «Премия Кандинского» в номинации «Молодой художник года». Номинант премии Кандинского «Медиа-проект года 2008».
Участвовала в Московской биеннале современного искусства (2009, Музей современного искусства «Гараж»), Всемирной ярмарки современного искусства (2009, Программа российского видеоарта, Линкольн-центр исполнительских искусств, Нью-Йорк). 
Совместно с Артемом Парамоновым основала творческое объединение художников, инженеров и программистов VALab. Команда VALab принимала участие в художественных и научных выставках и фестивалях: Pangardenia Kepler’s Garden, Ars Electronica 2020; экспозиция «Новая Антропология», Институт физиологии имени Павлова, 2019; фестиваль электронного искусства ISEA2019, Кванджу, Южная Корея; Science-Art Fest, Пермь 2019; полигоны центра науки и искусства «Сириус», Сочи, 2016; экспозиция «РДС» Политехнического музея, Москва, 2014, и других. 
В 2020 году работа VALab вошла в лонг-лист премии имени Сергея Курехина в номинации сайнс-арт проект.
Закончила магистратуру (2014) и аспирантуру (2022) в Европейском университете в Санкт-Петербурге. Тема исследования: «Сайнс-арт в России: история явления в социокультурном контексте». Научный руководитель: Наталия Мазур.
Соосновательница мастерской экспозиционных решений тактик и Открытой базы данных междисциплинарного искусства в России «МИР». 

## Выставки
- 2024 — Выставка «Близкие технологии», Центр «Октава», Тула[3].
- 2023 — Выставка  «Пространство сообщения. От знака до ощущения, Галерея Краснохолмская, Москва.
- 2022 — Выставка «Эко. Техно. Арт», Галерея Краснохолмская, Москва[4].
- 2019 — «Открытый музей», Электромузей, Москва.
- 2018 — Проект «Новая антропология», Музей Павлова, Колтуши[5].
- 2018 — «Искусственный интеллект», Музей Сбербанка, Москва.
- 2018 — «Музей материальной культуры», квартирная выставка в высотке на Котельнической, Москва.
- 2016 — Центр науки и искусства «Сириус» (постоянная экспозиция), Медиацентр, Сочи.
- 2015 — Ночь музеев в Политехническом музее на ВДНХ, Москва.
- 2015 — Выставка «Алиса в стране наук», ВДНХ, Москва.
- 2011 — «История российского видеоарта. Том III», MMOMA, Москва.
- 2010 — «Алеша Горшок: современная интерпретация Льва Толстого», Школа дизайна, галерея Томаса Вернера, Нью-Йорк, США.

- 2010 — Выставка «Аудио», Audi centre, июнь, Санкт-Петербург, Россия.
- 2010 — Якутская биеннале молодого искусства «Арт-поиск», июль, Россия.
- 2010 — Клише — Штампы, Университет искусств, Берлин, Германия.
- 2010 — Норд Арт, Kic, июнь — октябрь, Бюдельсдорф, Германия.
- 2009 — Выставка видео-арта «Относительные связи», Лофт Проект ЭТАЖИ, декабрь — февраль, Санкт-Петербург, Россия.
- 2009 — «Онежская палитра», Музей изобразительных искусств Республики Карелия, декабрь, Петрозаводск, Россия.
- 2009 — Видео-показ программы Ноннаратив в рамках международной программы AVEvideoexchange, галерея Rauland, декабрь, Рауланд, Норвегия.
- 2009 — 4-я Триеннале «Отпечатки» Art&Science, Городской выставочный зал, ноябрь, Петрозаводск, Россия.
- 2009 — 3-я Московская биеннале современного искусства, видеопоказы в центре современной культуры Гараж, октябрь, Москва, Россия.
- 2009 — Открытый фестиваль перформативного искусства «Корч», октябрь, Ярославль, Россия.
- 2009 — «Под стеклом», Галерея Селена, Brooklyn Campus, Long Island University, сентябрь — октябрь, Бруклин NY, США.
- 2009 — Ежегодная международная выставка молодого искусства «Мастерская 20’09», Московский музей современного искусства, июнь — август, Москва, Россия.
- 2009 — Vis Vienna Independent shorts (международный фестиваль короткометражных фильмов), май, Вена, Австрия.
- 2009 — Выставка «11», Городской выставочный зал, март, Петрозаводск, Россия.
- 2009 — Программа российского видеоарта на всемирной ярмарке современного искусства, март, Линкольн Центр исполнительских искусств, Нью-Йорк, США.
- 2009 — «ТОНКАЯ ЛИНИЯ: Аллегории возвышенного и брутального в российском видеоарте», январь, Манки Таун, Бруклин, США.
- 2008 — Проект «Современное искусство в краеведческом музее», декабрь, Петрозаводск, Россия.
- 2008 — Авторский проект «Intro-версия», Медиа-центр «Vыход», ноябрь, Петрозаводск, Россия.
- 2008 — Проект «I love you Vienna/Stars of Russian video art», аэропорт г. Вены, 18 ноября, Вена, Австрия.
- 2008 — Выставка «Премии Кандинского 2008», 7 ноября — 20 ноября, ЦДХ, Москва, Россия.
- 2008 — Проект «Видеопровинция», 7 ноября, ГЦСИ, Москва.
- 2008 — Выставка «Русская рулетка», The Nassauischer Kunstverein, октябрь, Висбаден, Германия.
- 2008 — Выставка «Премии Кандинского 2007», сентябрь -октябрь, Палаццо Италия, Берлин, Германия.
- 2008 — Выставка «Где кончается восток», The Nassauischer Kunstverein, сентябрь, Висбаден, Германия.
- 2008 — «Open studio», Вилла Романо, сентябрь, Флоренция, Италия.
- 2008 — Выставка «Премии Кандинского 2007», Рига, Латвия.
- 2008 — Проект «Пустой знак», центр современного искусства «Марс», 17 июля 2008 — 30 июля В рамках I Московской международной биеннале молодого искусства, Москва.
- 2008 — Проект «Product Placement», центр современного искусства «Марс» 3 июля 2008 — 15 июля. В рамках I Московской международной биеннале молодого искусства проект Екатеринбургского филиала Государственного центра современного искусства, Москва, Россия.
- 2008 — Международный фестиваль «Izolenta», Кинотеатр «Union», май, Санкт-Петербург, Россия.
- 2008 — Открытый международный конкурс и выставка «ИЛЛЮМИНАТОРЫ», Аэропорт Кольцово, апрель, Екатеринбург, Россия.
- 2008 — Республиканская выставка «Онежская палитра», Музей изобразительных искусств РК, февраль, Петрозаводск, Россия.
- 2008 — Выставка «Точка росы», февраль, Мурманск, Россия.
- 2008 — Проект «Product Placement», ярмарка Арт-Пермь, январь, Пермь, Россия.
- 2007 — Выставка «Премии Кандинского 2007» в центре современного искусства «Винзавод», ноябрь — декабрь Москва, Россия.
- 2007 — Выставка «INTERFACE» (графика, видео), медиа-центр «Vыход», сентябрь, Петрозаводск.
- 2007 — Выставка «Дежавю», Музей изобразительных искусств Республики Карелия, октябрь — ноябрь, Петрозаводск, Россия.
- 2007 — OUTVIDEO, международный фестиваль видео-арта, июль, Екатеринбург, Россия.
- 2007 — Выставка «Онежская палитра», Музей изобразительных искусств Республики Карелия, Петрозаводск, Россия.
- 2007 — «Двухмерное искусство», выставка графики и фотографии, выставочный зал Тюбинген, июль, Тюбинген, Германия.
- 2007 — «7±2» выставка графики и фотографии, медиа — центр «Vыход», апрель — май, Петрозаводск, Россия.
- 2007 — Первый показ видеолаборатории, медиа-центр «Vыход», май, Петрозаводск, Россия.
- 2006 — Проект «Мини — Арт», Центр современного искусства «Пушкинская 10», сентябрь, Санкт — Петербург, Россия.
- 2006 — Первая городская выставка фотографии «Без названия», Городской Выставочный зал, май — июнь, Петрозаводск, Россия.
- 2006 — Показ видео арта, медиа — центр «Vыход», декабрь, Петрозаводск, Россия.
- 2004 — Проект «Загород», Городской Выставочный зал, май, Петрозаводск Россия.
- 2004 — Проект «Город», медиа-центр «Vыход», Петрозаводск, Россия.
- 2004 — Проект «фото-отстой», медиа-центр «Vыход», Петрозаводск, Россия.
- 2003 — Проект «фото-отстой», выставка «плохой» фотографии, медиа-центр «Vыход», март — апрель Петрозаводск, Россия.
- 2003 — 2-я международная триеннале искусств «Отпечатки», медиа — центр «Vыход», Петрозаводск, Россия.
- 2002 — Художественный проект «Русский стол», выставочный зал «Vыход», декабрь, Петрозаводск, Россия.